# Pagaronia recurvata
Pagaronia recurvata är en insektsart som beskrevs av Hayashi och Yoshida 1995. Pagaronia recurvata ingår i släktet Pagaronia och familjen dvärgstritar. Inga underarter finns listade i Catalogue of Life.